# Малиношевские
Малиношевские (пол. Malinoszewski) — дворянский род.
Потомство Гавриила Малиношевского знатного войскового товарища (1701).

## Описание герба
В красном поле два меча в андреевский крест, сопровождаемые снизу золотою звездою.
Щит увенчан дворянскими шлемом и короной. Нашлемник: три страусовых пера. Намёт на щите красный, подложенный серебром.